# Рівночеревець синіючий
Рівночеревець синіючий (Orthetrum coerulescens) — вид бабок родини справжніх бабок (Libellulidae).

## Поширення
Вид поширений в Європі, Північній Африці, Західній та Середній Азії від Марокко та Ірландії до Кашміру та Казахстану. Трапляється у заболочених місцях.

## Опис
Цей вид нагадує Orthetrum cancellatum, але тонший, а самець не має чорної нижньої сторони живота. Птеростигма помарнчевого кольору. Розмножується переважно на торфовищах з червня по вересень.